# Palais du Credito Italiano
Le palais du Credito Italiano (en italien : Palazzo del Credito Italiano) est un bâtiment éclectique de la ville de Milan en Italie.

## Histoire
Le bâtiment, conçu par l'architecte italien Luigi Broggi, est construit entre 1901 et 1902. Son inauguration a lieu le 25 août 1902. Il a abrité le siège du group bancaire italien Unicredit jusqu'en 2013, quand ses bureaux sont déplacés dans la nouvelle tour Unicredit.

## Description
Le palais se situe dans la piazza Cordusio (it) dans le centre-ville de Milan, à côté du palais des Magazzini Contratti.
Le palais présente un style éclectique connu en Italie sous le nom de style humbertien, très populaire dans la péninsule à la fin du XIXe siècle. Il est caractérisé par une façade concave qui s'adapte à la forme de la place.